# 醫濟部
醫濟部（越南语：／），一译卫生部，是越南负责治理和指导医疗卫生、保健和健康产业的政府部門。该部与其他政府部門和总理办公室一起，负责制定和颁布长期卫生政策方案，如「2001－2010年国家营养战略 」和「2002－2010年国家预防伤害政策」。其主要办公室位于河内市巴亭郡。

## 組織
- 衛生部部長
  - 陶红兰（2022年10月-）
  - 衛生部副部長

### 內部單位
- 醫療裝備設備和建築（管理）司